# Sư đoàn 18, Lục quân Đế quốc Nhật Bản
Sư đoàn 18 (第18師団 (Đệ 18 sư đoàn) Dai-ju-hachi Shidan) của Lục quân Đế quốc Nhật Bản, thường được gọi là Sư đoàn Hoa Cúc (菊兵団 (Cúc binh đoàn) Kikuhei-dan).

## Lịch sử
Là một sư đoàn bộ binh được thành lập tại Kurume, Kyushu vào ngày 13 tháng 11 năm 1907 trong chương trình phát triển lực lượng quân đội trực chiến của Nhật Bản sau cuộc Chiến tranh Nga-Nhật. Trong Chiến tranh thế giới thứ nhất, sư đoàn đã được tăng cường thêm một trung đoàn bộ binh và được trao quyền tự chủ chỉ huy trong cuộc vây hãm Thanh Đảo - thuộc địa của Đức ở bán đảo Sơn Đông, Trung Quốc. Nó bị giải tán khi Chiến tranh thế giới thứ nhất kết thúc, nhưng được tái lập để tham gia cuộc chiến Sibir.
Tuy nhiên năm 1925, sư đoàn một lần nữa bị giải thể cùng với 3 sư đoàn khác tiết kiệm ngân sách.
Sư đoàn 18 lại được tái lập vào tháng 9 năm 1937 khi Chiến tranh Trung-Nhật bùng nổ, và đưa vào biên chế của Quân đoàn 10. Sư đoàn 18 đã tham gia Trận Thượng Hải (1937). Là một phần của Chi Na phái khiển quân, sư đoàn 18 tham gia trận Nam Kinh (và sau đó là thảm sát Nam Kinh), và các chiến dịch khác nhau trên toàn Trung Quốc.
Năm 1941, sư đoàn được đặt dưới sự chỉ huy của Trung tướng Renya Mutaguchi. Một lần nữa lại nhập vào Tập đoàn quân 25 (được đặt sự chỉ huy của Đại tướng Yamashita Tomoyuki). Tham gia vào cuộc xâm lược Malaysia và Singapore. Sau đó sư đoàn được gởi tới Miến Điện để hỗ trợ cho Tập đoàn quân số 15 Nhật Bản, nơi này làm mất 3000 người vì ngộ độc thực phẩm và bệnh sốt rét.
Cuối năm 1943, Mutaguchi được thay thế, Trung tướng Shinichi Tanaka đến chỉ huy sư đoàn. Và được phái tới hỗ trợ cho Tập đoàn quân số 30 Nhật Bản trong các hoạt động ở miền bắc Miến Điện. Sư đoàn 18 đã chiến đấu chống lại các đơn vị của Mỹ, Trung Quốc để tiến vào Mogaung và Myitkyina.
Cuộc tấn công vào Ấn Độ vào năm 1944 là một thảm họa, Trung tướng Tanaka trao đổi với Trung tướng Eitaro Naka, trước đây là Tham mưu trưởng Quân đội tại Miến Điện. Trong một đợt tổng tiến công vào năm 1945, nhiều người đã ngã xuống trong trận cố đô Miến Điện, đặc biệt là trận Meiktila phía nam của Mandalay. Chính điều này đã làm kết thúc cuộc chiến ở miền nam Miến Điện.
Tổng số 31.444 lính được gửi đến Miến Điện, hơn 20.000 người đã không thể trở về nhà.